# Cantone di Labruguière
Il Cantone di Labruguière era una divisione amministrativa dell'arrondissement di Castres.
È stato soppresso a seguito della riforma complessiva dei cantoni del 2014, che è entrata in vigore con le elezioni dipartimentali del 2015.
Comprendeva i comuni di:
- Escoussens
- Labruguière
- Lagarrigue
- Noailhac
- Saint-Affrique-les-Montagnes
- Valdurenque
- Viviers-lès-Montagnes